# 東山服務區
東山服務區是臺灣的一座國道服務區，位於台南市東山區，是福爾摩沙高速公路自基金交流道（起點）以來的第六個服務區，里程為320k，南北共站，高速公路局號稱其為東南亞最大的服務區，2001年10月15日成立。
目前經營廠商為統一超商股份有限公司。2009年11月營業收入達到兩千兩百萬，僅次於清水服務區排名第二，在台灣的高速公路界有著「南東山」的美譽，與關西服務區、清水服務區並列為「北關西中清水南東山」。
東山區民眾可藉市道165號接區道南103線再經由東山服務區便道進出福爾摩沙高速公路。

## 設施
服務區出口處設有24小時台灣中油加油站。2022年在加油站旁設立電動車的充電站，支援CCS1與CCS2規格充電樁，以及特斯拉超級充電。
此服務區設有駕駛人休息室，讓駕駛人可短暫睡眠，以避免疲勞駕駛釀成事故。

## 基本資料
- 地址：台南市東山區科里里枋子林74-6號
- 經營承商：統一超商股份有限公司
- 位於福爾摩沙高速公路319K+900北上側，佔地面積約20公頃。

## 營業額
以下為東山服務區自2006年以來之年營業額，其中2006年與2007年之年營業額未含營業稅：
|  | 由于技术原因，此旧版图表已停用，並須迁移至新版图表。造成您的不便，我們深表歉意。 |

|  | 由于技术原因，此旧版图表已停用，並須迁移至新版图表。造成您的不便，我們深表歉意。 |

## 外部連結
- 統一超商股份有限公司新東山商場
- 南區養護工程分局東山服務區 （页面存档备份，存于）
- 國道3號 東山服務區 即時影像 - 高速公路資訊網 （页面存档备份，存于）
- 東山服務區 統一超商商場的Facebook專頁